# Luzula luzulina
Luzula luzulina là một loài thực vật có hoa trong họ Juncaceae. Loài này được (Vill.) Racib. mô tả khoa học đầu tiên năm 1888.